# Łużki (gmina)
Łużki (pocz. Łużecko) – dawna gmina wiejska istniejąca do 1945 roku w woj. nowogródzkim/Ziemi Wileńskiej/woj. wileńskim w Polsce (obecnie Białoruś). Siedzibą gminy było miasteczko Łużki (1362 mieszk. w 1921 roku).
Na samym początku okresu międzywojennego gmina Łużki należała do powiatu dziśnieńskiego w woj. nowogródzkim. 13 kwietnia 1922 roku gmina wraz z całym powiatem dziśnieńskim została przyłączona do Ziemi Wileńskiej, przekształconej 20 stycznia 1926 roku w województwo wileńskie.
11 kwietnia 1929 roku do gminy Łużki przyłączono część obszaru gminy Jazno oraz zniesionych gmin Czerniewicze i Stefanpol. 
Po wojnie obszar gminy Łużki został odłączony od Polski i włączony do Białoruskiej SRR.

## Demografia
Według Powszechnego Spisu Ludności z 1921 roku gminę zamieszkiwało 8 134 osób, 2 165 było wyznania rzymskokatolickiego, 5 439 prawosławnego, 2 ewangelickiego, 60 staroobrzędowego, 455 mojżeszowego a 13 mahometańskiego. Jednocześnie 2 445 mieszkańców zadeklarowało polską przynależność narodową, 5 338 białoruską, 329 żydowską, 13 tatarską, 6 rosyjską, 2 litewską a 1 ukraińską. Było tu 1 376 budynków mieszkalnych.